# Epinephelus fasciatus
Epinephelus fasciatus és una espècie de peix de la família dels serrànids i de l'ordre dels perciformes.

## Morfologia
Els mascles poden assolir els 40 cm de longitud total.

## Distribució geogràfica
Es troba des del Mar Roig fins a Sud-àfrica, Pitcairn, Japó, Corea, el Mar d'Arafura i el sud de Queensland (Austràlia).